# Keeranakere, Tirthahalli
Keeranakere là một làng thuộc tehsil Tirthahalli, huyện Shimoga, bang Karnataka, Ấn Độ.